# Тесла Модел X
Tesla Model X е пълноразмерен, изцяло електрически, луксозен кросоувър (SUV), произвеждан от Tesla Motors. Достъпът до втория и третия ред седалки се осъществява изключително лесно чрез врати, отварящи се нагоре като крилата на ястреб. Прототип на автомобила е представен за първи път на 9 февруари 2012 г. в шоурумите на марката в Лос Анджелис. Tesla Model X има официална оценка от 402 – 414 km за разстоянието, което може да измине с едно зареждане. Оценката за разход на гориво (електричество) е 23 kWh/100 km.

## История
Първоначално Tesla Motors (от 1 януари 2017 г. – Tesla Inc.) планират доставките да започнат в началото на 2014 г. Въпреки това, през февруари 2013 г. компанията обявява, че продажбите са отложени да започнат към края на 2014 г. Целта на компанията е да достигнат 20 000 произведени Tesla Model S през 2013 г. През ноември същата година Tesla Motors съобщава, че очаква масовите поръчки на Tesla Model X да започнат през второто четиримесечие на 2015 г. Година по-късно, Tesla отново отлагат доставките за третото четиримесечие на следващата година – 2015 г. В крайна сметка, клиентите започват да получават колите си от 20 септември 2015 г. Проблеми със задните врати и охлаждането на моторите, когато е закачено ремарке, са сред причините за забавяне на доставките.
През 2016 г. Tesla съдят доставчика си Hoerbiger за произвеждане на некачествени врати. Твърди се, че страдат от изтичане на масло и прегряване. На 29 юли 2015 г. Tesla Motors представят новата си програма за „реферали“ (препоръки). Тя трае до 31 октомври 2015 г. и в нея могат да се включат всички, които притежават Tesla автомобил. Ако някой успее да събере 10 души, които да поръчат кола през неговата връзка (персоналния линк), то той получава възможността да си купи Tesla Model X с екстри на цената на базов модел. Първият човек (във всеки от трите региона: Европа, Америка и Азия и страните близо до Тихия океан), достигнал 10 реферали (последователи), получава Tesla Model X напълно безплатно.
На 23 юли 2016 г. Tesla представят своя Model X 60D (60 kWh батерия, два мотора – един отпред и един отзад), който има базова цена $74 000 преди таксите, сравнен с първоначалния, който е с цена $80 000. Този нов модел може да набере от 0 до ~100 km/h за 6 s, с максимална скорост 209 km/h. Батерията може да бъде увеличена софтуерно до 75 kWh. През август 2016 г. е представен и последният модел P100D (P за производителност, 100 kWh, два мотора). Той достига от 0 до ~ 100 km/h за 2,9 s и може да измине над 450 km с едно зареждане. Месец по-късно Tesla прекратяват продажбите на версията 60D и заменят пружинното окачване с въздушно, покачвайки цената до $85 000.

## Дизайн
Автомобилът, който ще бъде масово произвеждан, е представен на 29 септември 2015 г. Има панорамно предно стъкло, което се простира до средата на тавана. Според основателя на Tesla Motors – Илон Мъск, това е най-безопасното SUV при удар отпред или отстрани, двойно по-безопасно от други SUV от същия клас при тестовете за преобръщане. Tesla Model X включва функцията „автопилот“ със стандартна, базираща се на радарни сигнали система за аварийно спиране и система с ултразвук за предпазване от страничен удар. Tesla Motors използват нов, създаден от тях ултразвуков сензор, който може да „вижда“ през метал, за да предпази задните „ястребови“ врати от удряне в обекти, в близост до тях, когато се отварят или затварят.
Мъск твърди, че колата има и първия истински HEPA-филтър в кола, който може да изчисти въздуха в купето дотолкова, че той да е сравним с въздуха в операционна зала на болница. Когато е включен „Режимът за биологична зараза“ се твърди, че всички вируси, бактерии и спори в кабината са унищожени.
Tesla Model X притежава Falcon Wing Doors – „ястребовите“ врати, които се отварят с помощта на не една, а две панти, позволявайки им да се отварят нагоре вместо настрани, когато засекат, че има нещо в близост до тях, което може да ударят. Това ги отличава от стандартните Gull-Wing врати, които имат определен ъгъл на разтваряне.
Tesla Model X предлага лесен достъп до седалките, когато вратите са отворени, за разлика от вановете, които с отворена врата правят тясното пространство между две коли още по-тясно. Tesla Model X има седалки за седем възрастни и техния багаж в три реда за сядане, един багажник отзад и един багажник отпред.

## Производство и продажби
Tesla Model X е разработен на основата на седана Tesla Model S. Двата модела споделят почти еднакво шаси. Централата на Tesla Motors e в Пало Алто, Калифорния. Частите за Tesla Model S и Model X се произвеждат във фабриката на Tesla Motors във Фримонт, Калифорния, но за доставки в Европа се сглобяват в Тилбург, Холандия. Първите доставки на Model X започват през септември 2015 г. Продажбите на Model X в света надхвърлят 10 000 бройки до август 2016 г., като най-много коли са поръчани от САЩ. Към септември 2016 г. доставките надхвърлят 16 000.

## Познати проблеми
На 11 април 2016 г. Tesla доброволно призовава собствениците на 2700 Model X да върнат автомобилите си поради съображения за сигурност. По време на тестовете за катастрофа се открива, че облегалките на третия ред се откачат и сгъват върху втория ред. Tesla Motors посъветвали собствениците да не ползват третия ред, по възможност, докато проблемът бъде отстранен.
Понякога ястребовите врати не се отваряли или затваряли докрай или не се заключвали, когато са затворени. Прозорците от време на време не се отваряли или затваряли напълно. Tesla Motors поправят тези проблеми в рамките на няколко софтуерни обновления и оплаквания от този тип не са били засичани с версия 8.0 на софтуера. Tesla Motors били съдени, че са представили колата и са започнали да я произвеждат преди тя да е напълно готова да поеме по света. Към октомври 2016 г. проблемите са намалени с 92%.

## Награди
На 8 ноември 2016 г. Tesla Model X е награден с немската награда „Златен волан“ в категорията „Голямо SUV“, една от най-престижните награди за автомобили в света. Номинациите за тази награда са избирани от стотици хиляди в Европа за отличие в 6 категории. Журито на „Златния волан“, състоящо се от професионални състезатели, известни техници, редактори, дизайнери и специалисти по цифровите технологии, прекарало 3 дни в обсъждане на номинацията на Tesla Model X.